# .17 Remington Fireball
El .17 Remington Fireball fue creado en el 2007 por Remington Arms como respuesta al popular, el .17 Mach IV. Dispara un proyectil de 20 granos (1.3 g) alrededor de 4,000 pies/s (1,219 m/s). La velocidad es cercana al .17 Remington pero con cargas de pólvora más efiecientes.

## Visión general
Se desarrolló a partir del .221 Remington Fireball ajustado para alojar un proyectil calibre .17. Es muy similar al .17 Mach IV y de muy suave retroceso y mínimo ruido.

## Dimensiones

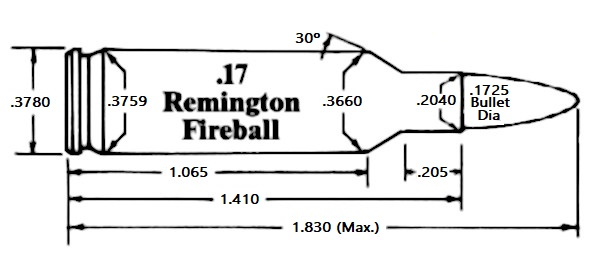

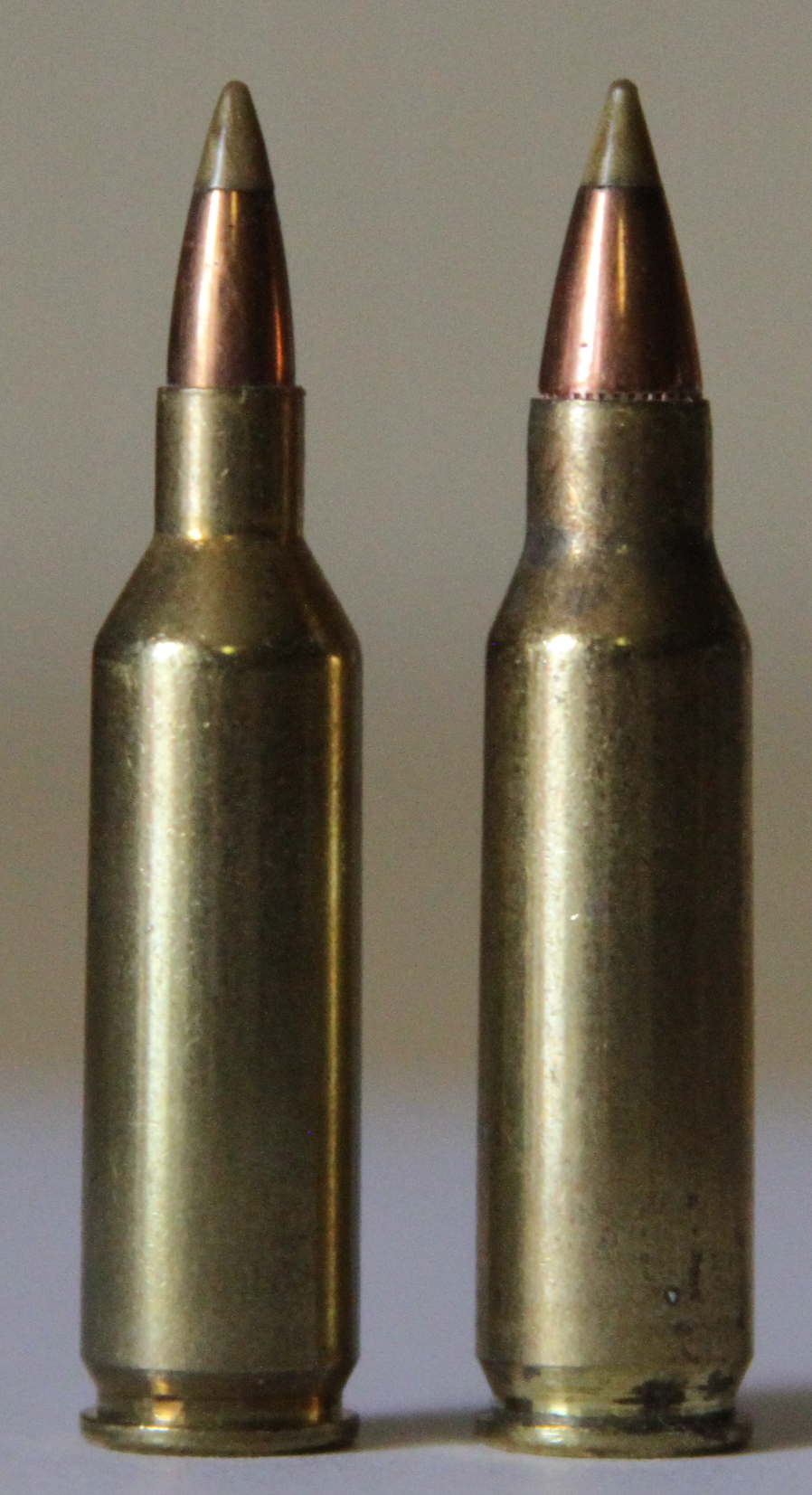
.17 Remington Fireball y .221 Remington Fireball
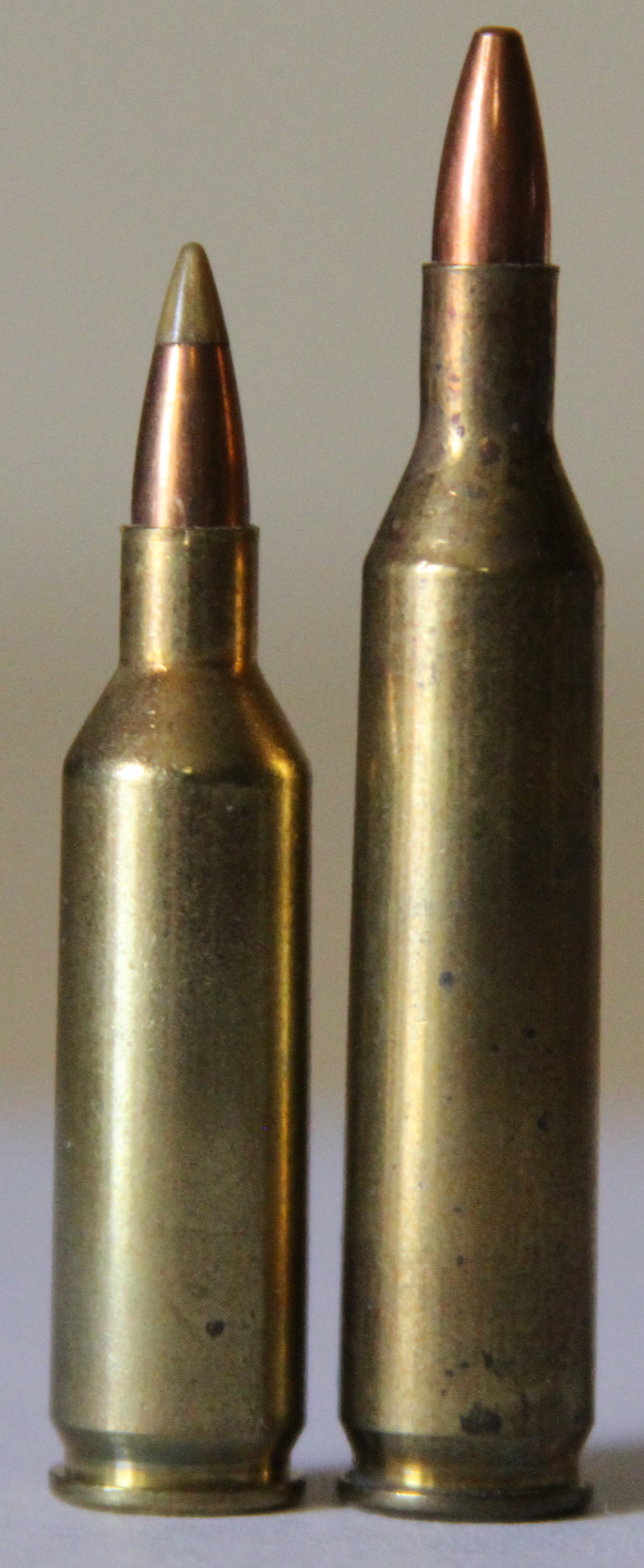
.17 Remington Fireball al lado de un .17 Remington
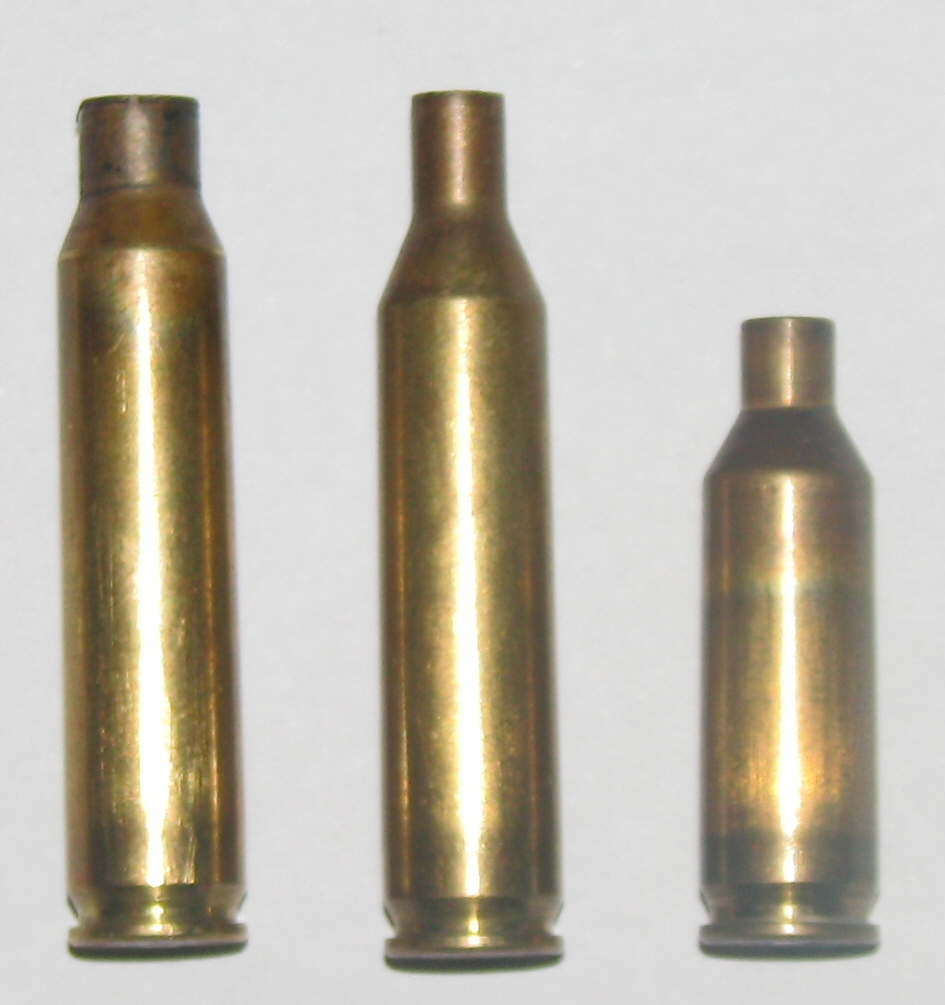
Izquierda a derecha - .223 Rem, .17 Rem, .17 Fireball casos